# Kamionka Gowidlińska
Kamionka Gowidlińska (dodatkowa nazwa w j. kaszub. Kamiónka Gòwidlińskô) – osada w Polsce, w województwie pomorskim, w powiecie kartuskim, w gminie Sierakowice. Wchodzi w skład sołectwa Borowy Las.
Do 2023 miejscowość była częścią wsi Borowy Las.
W latach 1975–1998 Kamionka Gowidlińska administracyjnie należała do województwa gdańskiego.